# Felipe Adão
Felipe Adão (Río de Janeiro, Brasil, 26 de noviembre de 1985) es un futbolista brasileño. Juega de delantero y su equipo actual es el Club Social y Deportivo Independiente José Terán de la Serie A de Ecuador. 

## Clubes
| Club                 | País    | Año           |
| -------------------- | ------- | ------------- |
| Figueirense          | Brasil  | 2005          |
| Botafogo             | Brasil  | 2005-2006     |
| Goianiense           | Brasil  | 2007          |
| F.C. Luzern          | Suiza   | 2007-2008     |
| Boavista             | Brasil  | 2007-2008     |
| Marília              | Brasil  | 2008          |
| Boavista             | Brasil  | 2009          |
| America F.C.         | Brasil  | 2010-2011     |
| Vitoria da Conquista | Brasil  | 2011          |
| Serrano S.C.         | Brasil  | 2012          |
| Independiente        | Ecuador | 2012          |
| Bangu                | Brasil  | 2019-presente |